# Ilka Gedő
Ilka Gedő (26 de mayo de 1921 - 19 de junio de 1985) fue una pintora y artista gráfica húngara.

## Carrera profesional
Gedő dibujaba incesantemente ya desde niña y comenzó sus estudios de arte con Viktor Erdei. Al no  ser admitida en la Academia Húngara de Bellas Artes debido a las leyes antijudías promulgadas en 1938, se matriculó en las escuelas privadas de dibujo de Tibor Gallé e István Örkényi-Strasser. Mientras que sus primeros mentores se convirtieron en víctimas del Holocausto, Gedő escapó milagrosamente de un destino similar, y sus cuadernos de bocetos de 1944 de niños y ancianos del gueto de Budapest constituyen un diario pictórico conmovedor e impactante. En 1945, cuando fue admitida en la Academia Húngara de Bellas Artes, Gedő ya era una artista madura con un lenguaje pictórico propio. Por ello, abandonó la Academia en el plazo de un año y, hasta 1949, se dedicó casi exclusivamente a las obras sobre papel.
A partir de 1949 dejó de crear arte durante quince años. Esto se debe en parte al inicio de la dictadura comunista y en parte a la falta de amigos que podrían haber apoyado su arte en la propia subcultura de Gedő. Pero la razón principal del cese de las actividades artísticas fue el hecho de que Gedő no quería convertirse en una imitadora de los artistas de la vanguardia clásica. "El reconocimiento de que el camino que hasta entonces se había considerado negociable (por decirlo de otro modo, la continuación del modernismo clásico) sólo podía conducir a la calamidad, o simplemente a la estéril punta de desecho del epigonismo. También Ilka Gedő fue una de las personas para las que un vistazo a este callejón sin salida supuso una orden de parar. Sin duda, no habría sido tan dramático ni tan radical como esto sugiere. Igualmente, puede haber habido otras razones - consideraciones personales o familiares, por ejemplo - para callar. Sin embargo, mirando hacia atrás desde la perspectiva de medio siglo, uno no puede dejar de sentir que fue un impulso ético importante el que la llevó a dejar su lápiz. (...) Tengo la impresión de que la retirada de Ilka Gedő fue un acto realizado en el ámbito artístico. Al llegar a un punto en el que el único camino que se le abría era el de la planificación estéril o el de la proliferación de imitadores, se apartó y guardó silencio, porque era la única manera de seguir siendo fiel a sí misma y al mundo de sus primeros dibujos." 
Gedő murió el 19 de junio de 1985, a la edad de 64 años, unos meses antes de su descubrimiento en el extranjero. El escenario del descubrimiento fue Glasgow, donde la Compass Gallery presentó sus pinturas y dibujos en 1985.

## Obra

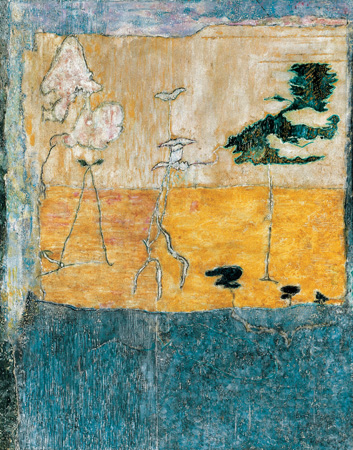
Ilka Gedő - Jardin des Plantes, colección privada, 1980, óleo sobre lienzo, 57,5 x 46 cm, Washington D. C.

En los años 60, Gedő empezó a pintar al óleo. Realizaba pinturas en "dos pasos". Primero dibujaba un boceto de su composición, preparaba una maqueta y escribía el nombre de los colores adecuados en los distintos campos. Preparaba una colección de muestras de color y escribía dónde irían los colores en los lugares donde finalmente se aplicaban. Nunca improvisaba en sus cuadros, sino que ampliaba el plan original. En sus cuadros, la fuerza de los colores fríos y cálidos parece ser igual. Creaba sus cuadros lentamente, en medio de especulaciones, registrando los pasos del proceso creativo en diarios, de modo que se puede rastrear la realización de todos los cuadros.
Las anotaciones del diario registran todas las especulaciones del artista en relación con la realización del cuadro. Cuando dejaba un cuadro, guardaba el diario correspondiente y continuaba trabajando en otro cuadro. Antes de reanudar el trabajo en un cuadro, siempre leía las notas del diario anterior.
Un conocido historiador del arte húngaro, László Beke, evaluó su arte en 1980: "Creo que es totalmente inútil establecer paralelismos entre su arte y las tendencias "contemporáneas", porque su arte podría haber nacido en cualquier momento entre 1860 y 2000. No se inspira en el "exterior", sino en el "interior", y su coherencia y autenticidad se derivan de la relación que este arte tiene con su creador, y esto no puede escapar a la atención de ninguno de los espectadores de estas obras."

## Serie temática

### El gueto de Budapest, 1944

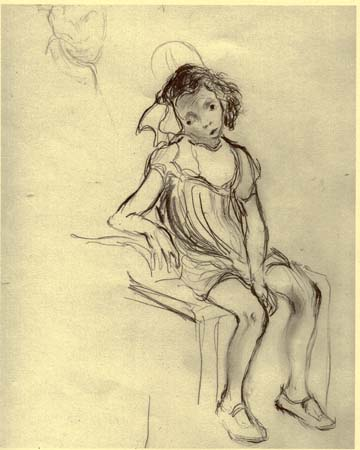
Ilka Gedő Chica con arco, 1944, Museo de Arte Yad Vashem
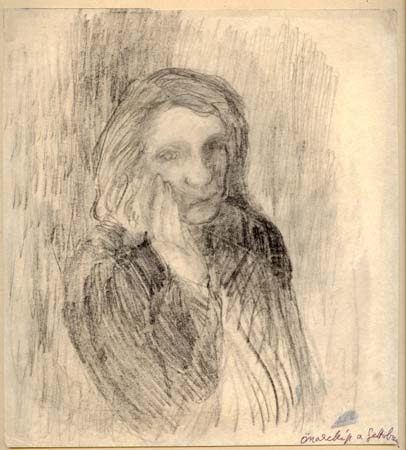
Ilka Gedő Autorretrato en el gueto de Budapest, 1944, Galería Nacional de Hungría

### Dibujos de autorretratos (1945-1949)

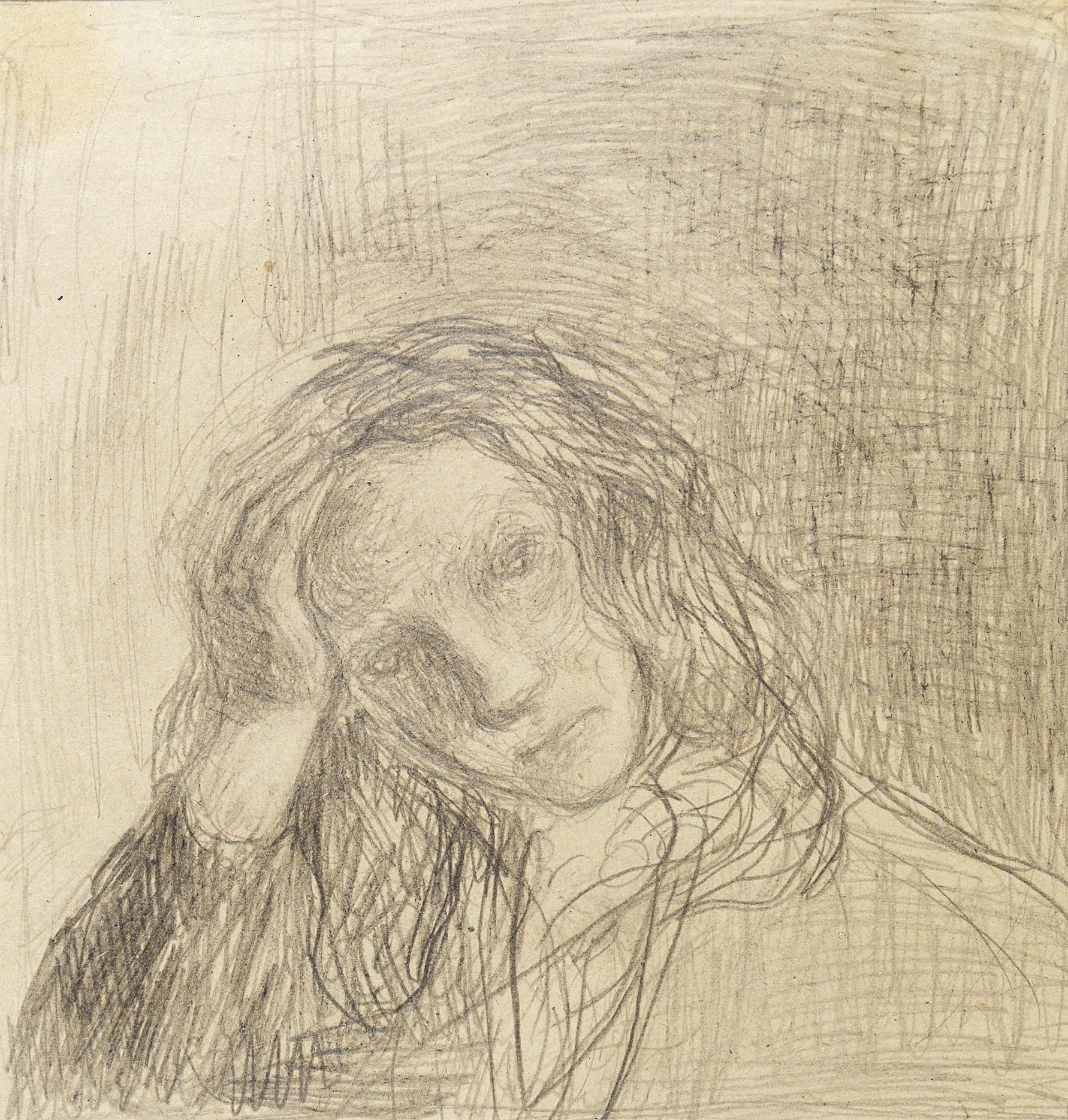
Ilka Gedő Autorretrato, 1948, Galería Nacional de Hungría
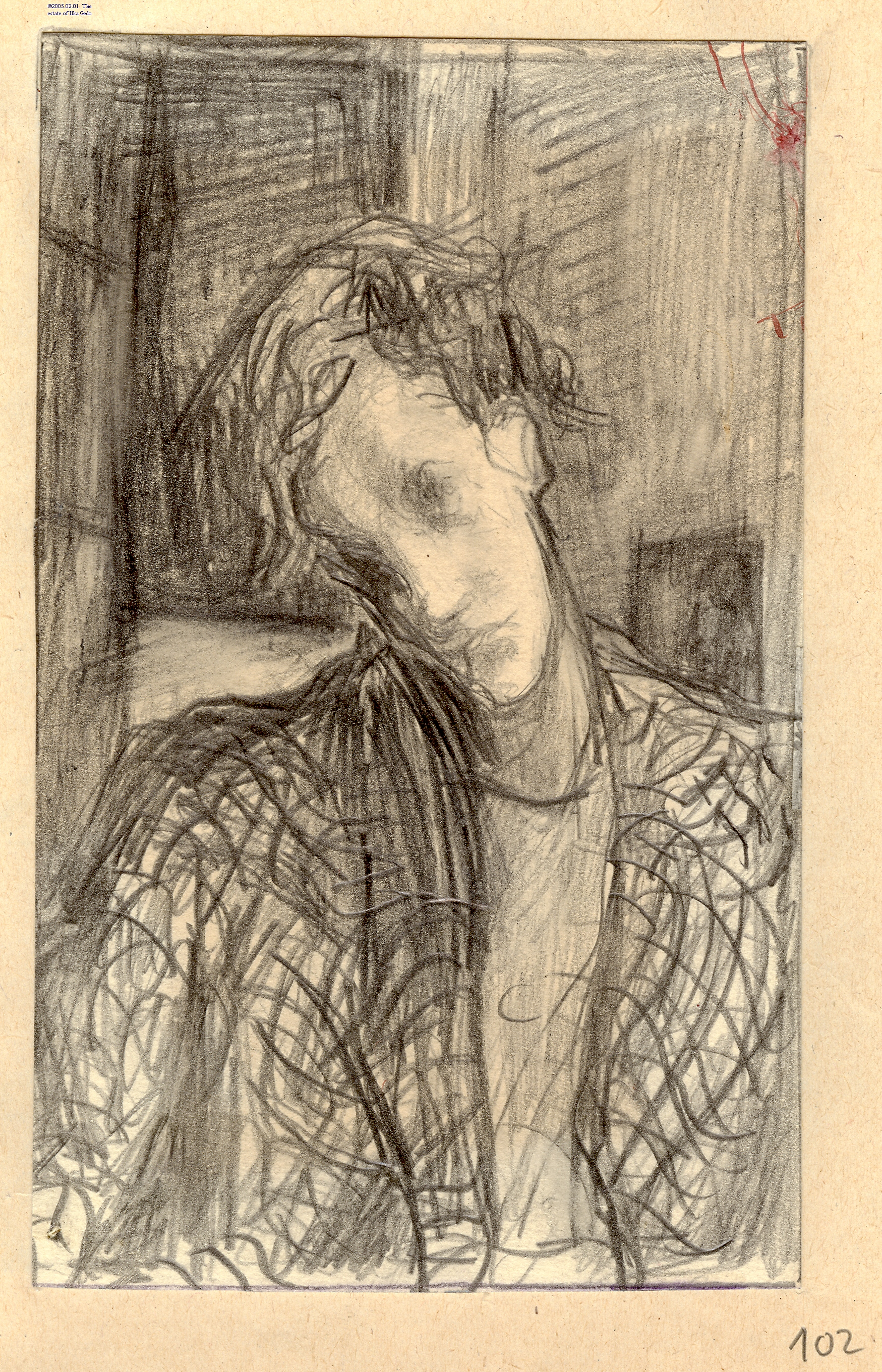
Ilka Gedő Autorretrato de la nostalgia, 1946-1947, Nueva York, The Museum of Modern Art

### Los dibujos de la fábrica Ganz (1947-1948)

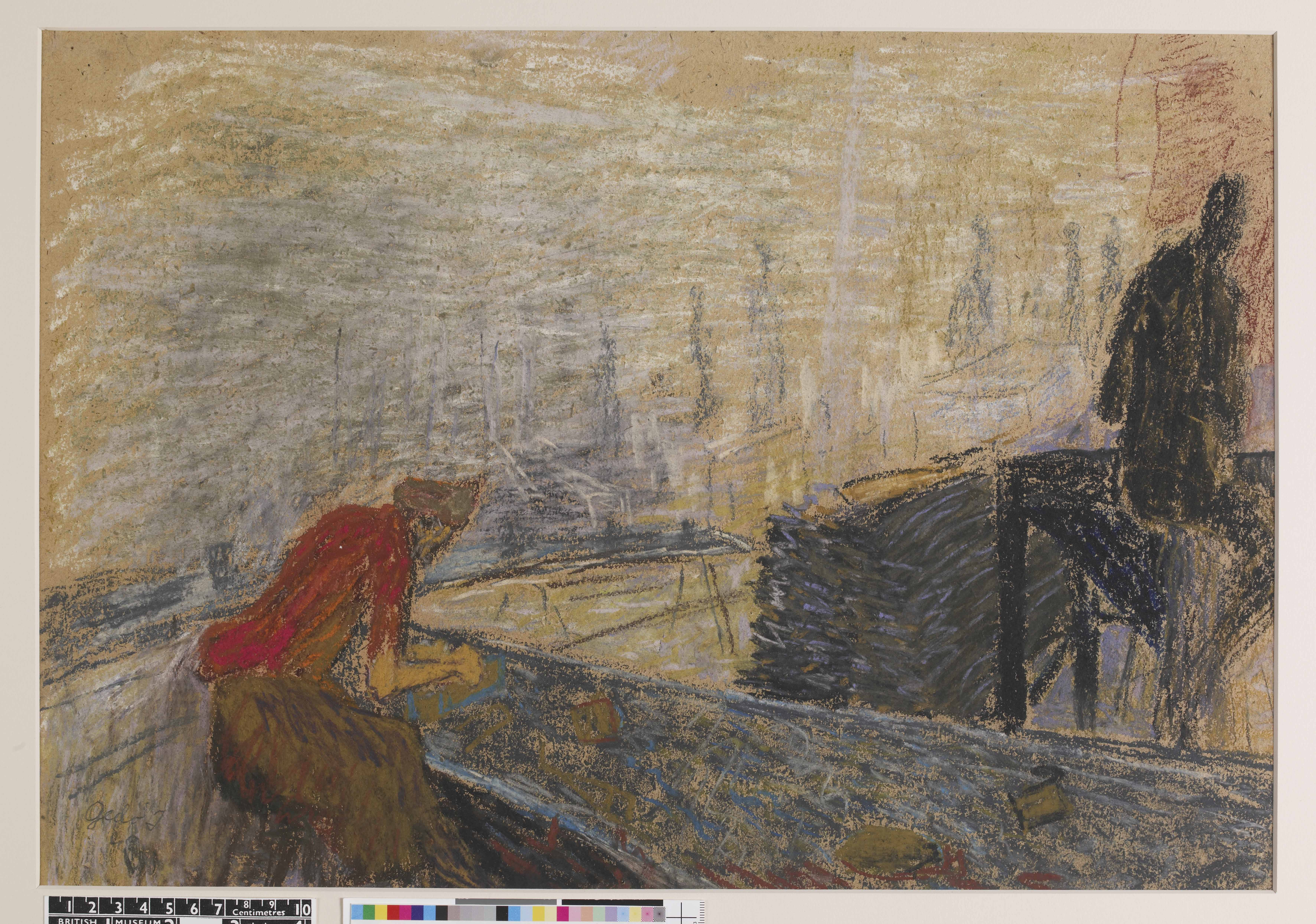
Ilka Gedő Dibujo de la fábrica Ganz, 1948, Museo Británico
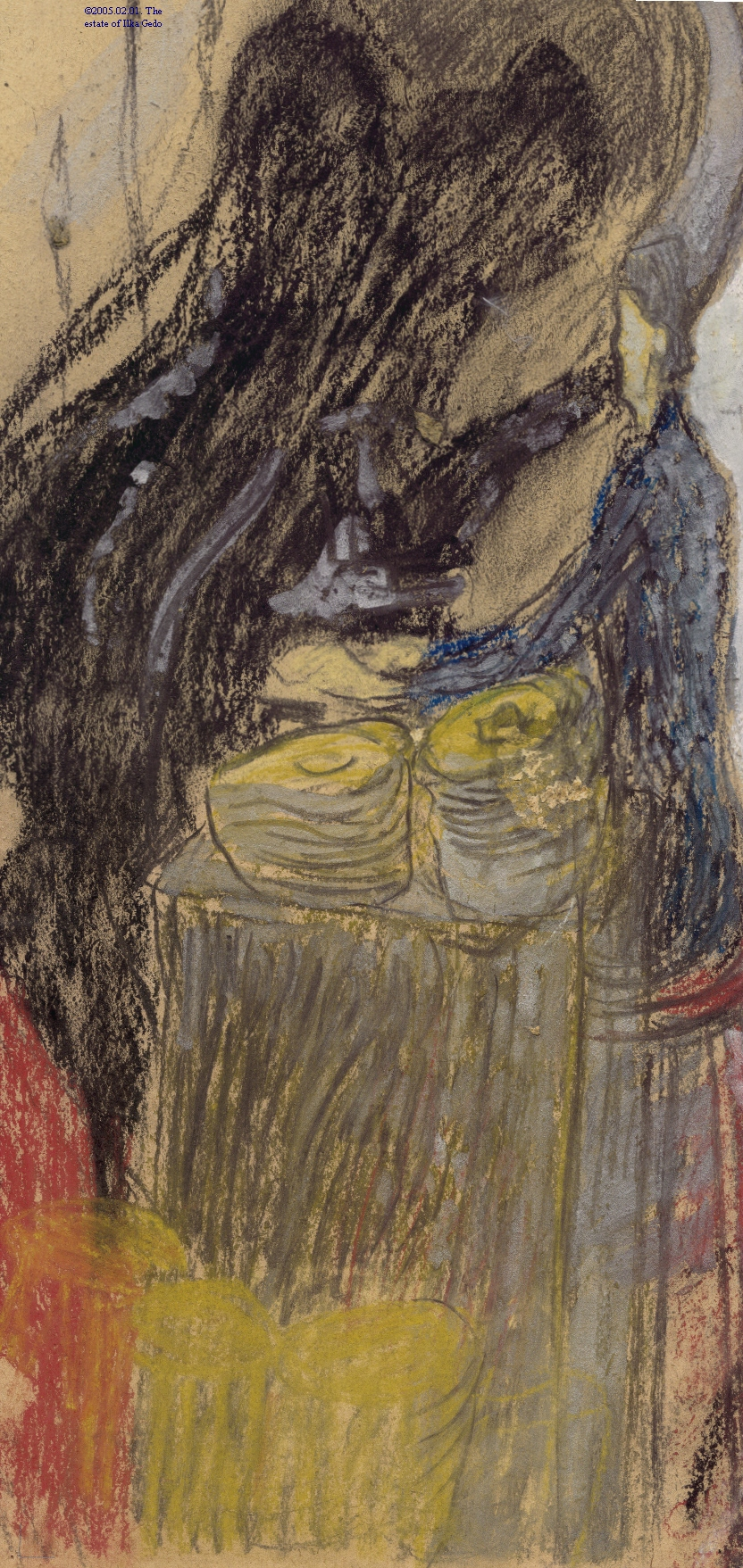
Ilka Gedő Fábrica  Ganz, 1949, Nueva York, The Museum of Modern Art

## Obras en colecciones públicas
- Galería Nacional Húngara, Budapest
- El Museo Judío Húngaro, Budapest

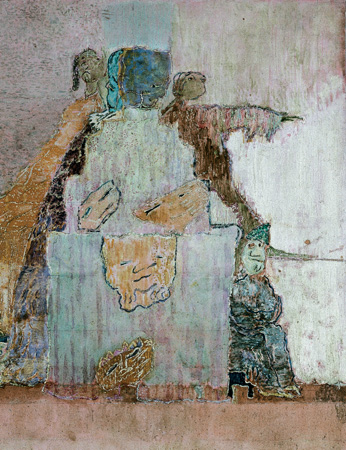
Ilka Gedő - Almacén de máscaras, 1980, Óleo sobre papel colocado sobre lienzo, 71 x 50 cm¸ Galería Nacional de Hungría

- Museo del Rey San Esteban, Székesfehérvár, Hungría
- Museo de Arte Yad Vashem, Jerusalem
- El Museo de Israel, Jerusalem
- Museo Británico, Departamento de Grabados y Dibujos
- Museo Kunst Palast, Düsseldorf, Departamento de Grabados y Dibujos
- El Museo Judío de New York
- Kupferstichkabinett (Museo de Grabados y Dibujos), Berlín
- La Albright-Knox Art Gallery, Buffalo, New York State
- El Museo de Bellas Artes de Houston, Texas, USA
- La Albertina, Viena
- The Metropolitan Museum of Art, Departamento de Arte Moderno y Contemporáneo, New York
- El Museo Duke Anton Ulrich, Braunschweig, Alemania
- El Museo de Bellas Artes de Cleveland, Ohio
- Museo de Arte Moderno, Departamento de Dibujos y Grabados, New York
- Städel Museum, Frankfurt am Main

## Exhibiciones
Exposiciones individuales en Hungría:
- Exposición en el estudio (1965)
- Museo del Rey San Esteban, Székesfehérvár, Hungría (1980)
- Galería Dorottya Utca, Budapest (1982)
- Galería de la Colonia de Artistas, Szentendre, Hungría (1985)
- Palacio de Exposiciones, Budapest (1987)
- Galería de Szombathely (1989)
- Museo Judío Húngaro, Budapest, [con György Román] (1995)
- Galería Municipal de Budapest, Museo Kiscell (2001)
- Galería Raiffeisen (2003-2004) (exposición de cámara)
- Galería Nacional Húngara (2004-2005)
- Teatro Nacional Húngaro (2013) (exposición de cámara)
- Museo de Bellas Artes - Galería Nacional Húngara, (exposición de cámara), Budapest, 26 de mayo - 26 de septiembre de 2021

Exposiciones individuales en el extranjero:
- Compass Gallery, Glasgow (1985)
- Third Eye Centre, Glasgow (1989)[11]
- Galería Janos Gat, Nueva York (1994 y 1997)
- Museo de Arte Yad Vashem [con György Román] 1996
- Galería Shepherd, Nueva York (1995)
- Collegium Hungaricum, Berlín (2006)

## Exposiciones colectivas
- 1940: Az OMIKE második kiállítása (Segunda exposición de OMIKE, la Asociación Educativa Judía Húngara), Museo Judío, Budapest
- 1943: Az OMIKE ötödik kiállítása (Quinta exposición de OMIKE, la Asociación Educativa Judía Húngara), Museo Judío, Budapest
- 1942: Szabadság és a nép (La libertad y el pueblo), Sede del Sindicato de Metalúrgicos, Budapest
- 1945: A Szociáldemokrata Párt Képzőművészeinek Társasága és meghívott művészek kiállítása (La exposición de la Sociedad de Artistas del Partido Socialdemócrata y de artistas invitados), Museo Ernst, Budapest
- 1947: A Magyar Képzőművészek Szabad Szervezete II. Szabad Nemzeti Kiállítása (La Segunda Exposición Nacional Libre de la Organización Libre de Artistas Húngaros), Galería Municipal de Budapest
- 1964: Szabadság és a nép, 1934-1944 (El grupo de artistas socialistas, 1934-1944), Galería Nacional de Budapest, Hungría, Exposición conmemorativa
- 1995: Cultura y continuidad: El viaje judío, Museo Judío, Nueva York
- 1996: De Mednyánszky a Gedő - Un estudio del arte húngaro, Galería Janos Gat
- 1995: Áldozatok és gyilkosok/Gedő Ilka gettó-rajzai és Román György háborús bűnösök népbírósági tárgyalásán készült rajzai/ Victims and Perpetrators (Ilka Gedő's Ghetto Drawings and György Román's Drawings at the War Criminal People's Court Trials), Museo Judío de Hungría, Budapest
- 1996: Víctimas y perpetradores /Los dibujos del gueto de Ilka Gedő y los dibujos de György Román en los juicios por crímenes de guerra, Museo de Arte Yad Vashem, Jerusalén
- 1997-1998: Diaszpóra és művészet (Diáspora y Arte), Museo Judío Húngaro, Budapest
- 1998: A Levendel-gyűjtemény (La colección Levendel), Museo Municipal de Szentendre
- 1999: Voices from Here and There (New Acquisitions in the Departments of Prints and Drawings), Israel Museum, Jerusalén
- 2000: Directions, Fall Season, Janos Gat Galley, Nueva York
- 2002: 20. századi magyar alternatív műhelyiskolák (Escuelas taller húngaras alternativas del siglo XX), exposición conjunta de los museos Lajos Kassák y Viktor Vasarely
- 2003: A zsidó nő (La mujer judía), Museo Judío Húngaro, Budapest
- 2003: Pinturas europeas del siglo XIX, dibujos y esculturas, Galería Shepherd, Nueva York
- 2003: Das Recht des Bildes: Jüdische Perspektiven in der modernen Kunst (El derecho de la imagen: perspectivas judías en el arte moderno), Museo de Bochum
- 2004: Az elfelejtett holocauszt (El Holocausto olvidado), Palacio de Arte, Budapest
- 2005: Der Holocaust in der bildenden Kunst in Ungarn (El Holocausto en las Bellas Artes en Hungría), Collegium Hungaricum, Berlín
- 2014: A Dada és szürrealizmus. Magritte, Duchamp, Man Ray, Miró, Dalí. Válogatás a jeruzsálemi Izrael múzeum gyűjteményéből (Dadá y surrealismo. Magritte, Duchamp, Man Ray, Miró, Dalí. Una selección de las colecciones del Museo de Israel), exposición conjunta del Museo de Israel y la Galería Nacional de Budapest, Hungría, Budapest
- 2016: Kunst aus dem Holocaust (Arte del Holocausto), Deutsches Historisches Museum, Berlín
- 2019: In bester Gesellschaft--Ausgewählte Neuerwerbungen des Berliner Kupferstichkabinetts, 2009-2019 (En la mejor compañía--Nuevas adquisiciones seleccionadas del Kupferstichkabinett de Berlín, 2009-2019), Kupferstichkabinett (Museo de Grabados y Dibujos), Berlín